# Askov Skolesløjd
Askov Skolesløjd betegner en metodisk retning for sløjdundervisning i perioden 1886-1978. 
Askov Skolesløjd er knyttet til Askov Sløjdlærerskole i Askov, som blev grundlagt af Søren Larsen Meldgaard i 1886.
Askov-sløjd har også været kendt som Askov-Nääs-sløjd, idet Askov-sløjden i højere grad end Dansk Skolesløjd videreførte Nääs-sløjdens principper om individuel undervisning efter modelserier.
Det vigtigste værktøj var kniven. Der benyttedes også fil og sandpapir. Det æstetiske element vægtedes højt. Til gengæld betød bindingen til huggehuskulturen, at fremstilling af legetøj og luksusprodukter var bandlyst.
Den anden metodiske retning var Dansk Skolesløjd, som blev grundlagt af Aksel Mikkelsen samme år.
I 1978 blev Sløjdlærerforeningen af 1902 (som repræsentant for Askov Skolesløjd) og Dansk Sløjdlærerforening (som repræsentant for Dansk Skolesløjd) forenet til én forening, Danmarks Sløjdlærerforening, og en mangeårig metodisk strid kunne bilægges.